# Polyrhachis peregrina
Polyrhachis peregrina é uma espécie de formiga do gênero Polyrhachis, pertencente à subfamília Formicinae.